# Warden Flood
Warden Flood (1694 - 16 avril 1764) est un juge irlandais qui occupe le poste de Lord Chief Justice of Ireland, mais on se souvient principalement maintenant comme le père naturel de l'homme d'État Henry Flood.

## Biographie
Il est né à Burnchurch dans le comté de Kilkenny, fils de Francis Flood et d'Anne Warden. Il fait ses études au Kilkenny College et à l'Université de Dublin, où il obtient son baccalauréat ès arts en 1714. Il entre à Middle Temple en 1716 et est admis au barreau irlandais en 1720.
Il est nommé solliciteur général pour l'Irlande en 1741, procureur général pour l'Irlande en 1751, et en 1760 est nommé juge en chef du banc des rois pour l'Irlande. Il exerce les fonctions de juge d'assises et est brièvement président de la Chambre des lords irlandaise. Il devient député de Callan en 1727. Il a une maison de ville à Cuffe Street à Dublin et une maison de campagne à Farmley à Kilkenny.
Son neveu, également nommé Warden Flood, est député de Longford Borough, Baltinglass, Carysfort et Taghmon.

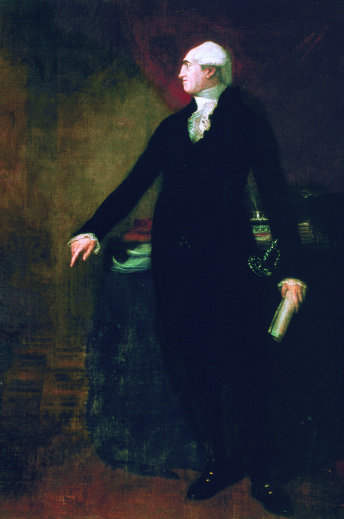
Henry Flood, fils naturel de Warden Flood

Il a plusieurs enfants d'Isabella Whiteside, mais il est douteux que le couple soit légalement marié. Son enfant le plus célèbre, l'homme d'État Henry Flood, qui aurait été le fils d'Isabella, est généralement considéré comme né hors mariage.